# Apogonia solida
Apogonia solida är en skalbaggsart som beskrevs av Walker 1859. Apogonia solida ingår i släktet Apogonia och familjen Melolonthidae. Inga underarter finns listade i Catalogue of Life.